# Reunion
Reunion (francosko La Réunion, kreolsko La Rényon) je otok in francoski čezmorski departma (département d'outre-mer, ali DOM), ki se nahaja v Indijskem oceanu vzhodno od Madagaskarja, okrog 200 km jugozahodno od Mavricij, ki je njegov najbližji otok. Ima 837,868 prebivalcev (januar 2012). Glavno mesto je Saint-Denis.  

## Zgodovina
Pred prihodom Portugalcev v zgodnjem 16. stoletju se je na Reunionu dogajalo malo stvari. Arabci so ga že pred Portugalci poznali kot Dina Morgabin.